# Kerékpározás az 1896. évi nyári olimpiai játékokon
Az 1896. évi nyári olimpiai játékokon a kerékpározásban 6 versenyszámban hirdettek meg versenyt, melyeket a Neo Phaliron Velodrome pályán rendeztek meg. Ez alól kivétel volt az országúti mezőnyverseny, mivel az nem pályakerékpár-verseny volt. A versenyt a Kerékpár Albizottság szervezte. A versenyeket április 8-án, 11-én, 12-én és 13-án tartották.

## Éremtáblázat
A táblázatban a rendező ország csapata eltérő háttérszínnel, az egyes számoszlopok legmagasabb értéke, vagy értékei vastagítással kiemelve.
| Az 1896. évi nyári olimpiai játékok éremtáblázata kerékpározásban | Az 1896. évi nyári olimpiai játékok éremtáblázata kerékpározásban | Az 1896. évi nyári olimpiai játékok éremtáblázata kerékpározásban | Az 1896. évi nyári olimpiai játékok éremtáblázata kerékpározásban | Az 1896. évi nyári olimpiai játékok éremtáblázata kerékpározásban | Olimpia  |
| ----------------------------------------------------------------- | ----------------------------------------------------------------- | ----------------------------------------------------------------- | ----------------------------------------------------------------- | ----------------------------------------------------------------- | -------- |
|                                                                   | Ország                                                            | Arany                                                             | Ezüst                                                             | Bronz                                                             | Összesen |
| 1.                                                                | Franciaország (FRA)                                               | 4                                                                 | 1                                                                 | 1                                                                 | 6        |
| 2.                                                                | Görögország (GRE)                                                 | 1                                                                 | 3                                                                 | 0                                                                 | 4        |
| 3.                                                                | Ausztria (AUT)                                                    | 1                                                                 | 0                                                                 | 2                                                                 | 3        |
|                                                                   |                                                                   |                                                                   |                                                                   |                                                                   |          |
| 4.                                                                | Nagy-Britannia (GBR)                                              | 0                                                                 | 1                                                                 | 1                                                                 | 2        |
| 5.                                                                | Németország (GER)                                                 | 0                                                                 | 1                                                                 | 0                                                                 | 1        |
|                                                                   |                                                                   |                                                                   |                                                                   |                                                                   |          |
| Összesen                                                          | Összesen                                                          | 6                                                                 | 6                                                                 | 4                                                                 | 16       |

Minden nemzet, melynek versenyzője indult kerékpározásban, legalább ezüstérmet szerzett a játékokon.

## Érmesek
Az érmeket a Nemzetközi Olimpiai Bizottság utólag ítélte oda. A versenyeken a győztesek egy ezüstérmet kaptak, és a további helyezetteket nem díjazták.
A táblázatban a rendező ország versenyzői eltérő háttérszínnel kiemelve.
| Az 1896. évi nyári olimpiai játékok érmesei kerékpározásban |                                                  |                                              |                                       |
| Versenyszám                                                 | Arany                                            | Ezüst                                        | Bronz                                 |
| Mezőnyverseny                                               | Arisztídisz Konsztandinídisz · Görögország (GRE) | August Gödrich · Németország (GER)           | Edward Battell · Nagy-Britannia (GBR) |
| Sprintverseny                                               | Paul Masson · Franciaország (FRA)                | Sztamátiosz Nikolópulosz · Görögország (GRE) | Léon Flameng · Franciaország (FRA)    |
| Időfutam                                                    | Paul Masson · Franciaország (FRA)                | Sztamátiosz Nikolópulosz · Görögország (GRE) | Adolf Schmal · Ausztria (AUT)         |
| 10 kilométer                                                | Paul Masson · Franciaország (FRA)                | Léon Flameng · Franciaország (FRA)           | Adolf Schmal · Ausztria (AUT)         |
| 100 kilométer                                               | Léon Flameng · Franciaország (FRA)               | Jeórjiosz Kolétisz · Görögország (GRE)       | nem adták ki                          |
| 12 órás                                                     | Adolf Schmal · Ausztria (AUT)                    | Frederick Keeping · Nagy-Britannia (GBR)     | nem adták ki                          |

## Kerékpár Albizottság
- Nikolasz Vlangalisz, elnök
- konst. Bellinisz, titkár
- Sz. Mavrosz
- Nikolasz Kontojannisz
- Mar Philipp
- Jac. Theophilasz